# شهرستان برمر (آیووا)
شهرستان برمر، آیووا (به انگلیسی: Bremer County, Iowa) شهرستانی در ایالات متحده آمریکا است که در آیووا واقع شده‌است.

## خصوصیات
شهرستان برمر ۱٬۱۳۷٫۰۱ کیلومترمربع مساحت دارد.